# Bengt Samuelsson (präst)

För personer med samma namn, se Bengt Samuelsson (olika betydelser).  
Bengt Erik Lennart Samuelsson, född 2 juli 1937 i Korpilombolo församling i Norrbottens län, död 12 februari 2005 i Linköpings Sankt Lars församling i Östergötlands län, var en svensk präst i Uppsala och Strängnäs stift, sjömanspräst och författare.
Bengt Samuelsson var son till kyrkoherde Erik Samuelsson och Edith Persson. Efter studier vid Fjellstedtska skolan blev han student vid Uppsala universitet 1959, teologie kandidat och avlade praktisk prov 1962. Prästvigd i Uppsala 1962 fick han missiv till Hille församling och blev kyrkoadjunkt i Husby-Ärlinghundra församling i Märsta 1964. Han verkade sedan som sjömanspräst, först i Szczecin i Polen från 1965 och sedan i Marseille i Frankrike 1968. Samma år återkom han till Sverige och blev kyrkoadjunkt i Örebro Nikolai församling i Strängnäs stift och blev året efter komminister där. Samuelsson blev kyrkoherde i Övergrans församling i Uppsala stift 1970.
Han var författare till flera böcker. Han väckte uppmärksamhet med sitt uttalande om kyrkorna: "Fyll dem, stäng dem eller spräng dem". Detta blev också titeln på en bok med kritik mot försiktighet och det kyrkligt pompösa, och som en tid gav honom tillnamnet "Sprängar-Bengt".
Samuelsson var gift första gången 1960–1977 med Kerstin Nerbe med vilken han fick tre söner mellan 1963 och 1969. Yngsta sonen är artisten Jakob Samuel, som i sin tur är far till Cornelia Jakobs. 
Bengt Samuelsson är begravd på Gamla Uppsala kyrkogård tillsammans med sina föräldrar.